# Nicolas Holveck
Pour les articles homonymes, voir Holveck.
 (mars 2020).
Si vous disposez d'ouvrages ou d'articles de référence ou si vous connaissez des sites web de qualité traitant du thème abordé ici, merci de compléter l'article en donnant les références utiles à sa vérifiabilité et en les liant à la section « Notes et références ».
Nicolas Holveck, né le 5 juin 1971 à Épinal (Vosges) et mort le 8 avril 2024 à la Turbie (Alpes-Maritimes), est un dirigeant de football français. Ancien directeur général adjoint, en poste de 2014 à 2020. Il est président exécutif du Stade rennais FC entre le 18 mars 2020 et le 24 mai 2022 puis président de l'AS Nancy-Lorraine jusqu'au 20 mars 2024, poste qu'il quitte pour des raisons médicales.

## Biographie
Originaire des Vosges, il arrive en tant que stagiaire en 1997 à l'Association sportive Nancy-Lorraine, après des études de commerce à Marseille et d’économie à Nancy. Il reste au club plusieurs années et en devient le vice-président. 
En 2014, après dix-sept ans à Nancy, il s'engage à l'AS Monaco. Il y occupe le poste de directeur général adjoint, avec notamment à sa charge les contrats et les négociations dans le domaine du recrutement, ainsi que le développement du centre de formation monégasque et du Cercle Bruges, le club filial.
Le 18 mars 2020, Nicolas Holveck accède à la présidence exécutive du Stade rennais FC pendant la pandémie de Covid-19. Il succède ainsi à Olivier Létang qui était en poste depuis le 3 novembre 2017.
En mars 2021, sans quitter la présidence du club, il annonce souffrir d'un cancer.
En mai 2022, il se met en retrait pour se consacrer à son traitement et est remplacé par Olivier Cloarec à la tête du Stade rennais FC. Et c'est le 31 août 2023 qu'il quitte officiellement la présidence du Stade rennais FC.
Il revient à la présidence de l’ASNL le 31 août 2023. 
Le 8 avril 2024, l'AS Nancy Lorraine annonce la mort de Nicolas Holveck des suites du cancer colorectal diagnostiqué en 2021,. 